# Pe cometă
Pe cometă (în cehă Na kometě) este un film ceh din 1970 regizat de Karel Zeman, bazat pe romanul Hector Servadac scris de Jules Verne.
Pe cometă este o combinație de film de acțiune animat și live. Animația se bazează pe ilustrații originale din romanele lui Verne. Povestea este prezentată într-un mod grotesc, în special conflictele dintre soldați. Zeman a adăugat narațiunii o realație romantică între Hector Servadac și Angelica. 

## Intrigă
Într-o colonie franceză din Africa de Nord, căpitanul Hector Servadac face lucrări de cartografie pentru armata franceză. El cade în mare în timp ce cartografiază zona și este salvat de frumoasa Angelica, o tânără care fuge de spaniolii care au prins-o anterior. Spaniolii îl ajută pe regele arab, care conduce o revoltă a coloniei împotriva francezilor. În timp ce armata franceză și cea arabă se pregătesc să lupte, o cometă atinge suprafața Pământului și duce teritoriul departe, pe cometă. 
Francezii, spaniolii și arabii sunt prinși împreună pe cometă, dar încă intenționează să continue lupta. Hector se întoarce la comandantul său, care ordonă arestarea tuturor persoanelor care nu sunt de cetățenie franceză. Acest ordin include spaniolii, precum și pe frații Angelicăi, care, neștiind de fuga ei, încearcă să o salveze. Angelica este ascunsă de negustori într-un oraș care a luat de cometă odată cu soldații. Arabii, care și-au pierdut armele în timpul impactului cometei, așteaptă o oportunitate de a se înarma. Colonia este atacată de un grup de dinozauri, iar generalul francez după ce trage inutil cu tunurile în dinozauri, ordonă lui Hector să conducă un contraatac de cavalerie. Nu are succes și Hector trebuie să fugă pentru a-și salva viața. 
Hector o întâlnește pe Angelica în oraș, unde îi ajută pe negustori să-și împacheteze oalele și vasele din metal într-o căruță. El încearcă să o convingă să fugă cu el, dar caii sunt speriați de zgomotul căderilor de vase și aleargă spre dinozauri. Hector încearcă să o prindă, dar dinozaurii fug îngroziți atunci când aud zgomotul făcut de vase. Generalul francez, văzând că dinozaurii se retrag, decide să înlocuiască armele armatei cu oale și vase metalice. Arabii profită de această decizie, punând mâna pe armele pe care francezii le aruncă. Armata arabă îi atacă apoi pe francezi, dar înainte ca aceștia să câștige, planeta Marte apare pe cer. Ambele armate decid să oprească conflictul, deoarece consideră că va avea loc un impact: cometa va lovi planeta și toată lumea va muri. Această prezicere se dovedește a fi falsă în momentul în care cometa trece pe lângă Marte. Hector îi convinge pe toți să păstreze pacea și să înceapă o nouă societate pașnică pe cometă. 
Fericirea lor este întreruptă de frații Angelicăi. Aceștia cred că Hector este răpitorul ei și îl atacă. Ei o iau pe Angelica și pornesc spre casă, fără să știe că au părăsit Pământul. Spaniolii le împrumută corabia pentru a o salva pe Angelica și Hector pleacă după ea. În timpul călătoriei pe mare, nava spaniolă se confruntă cu ceea ce pare a fi o coastă. Aceasta este de fapt un șarpe uriaș. Spaniolii și Hector sunt șocați, dar sunt capabili să-l sperie cu vasele metalice. De asemenea, aceștia găsesc o insulă plină de creaturi preistorice și de ființe care au evoluat din mare, cum ar fi o ființă cu picioare și cap de pește. În cele din urmă, Hector o găsește pe Angelica și intenționează să se căsătorească cu ea.  
Pământul apare pe cer în timpul nunții, ceea ce îi determină pe toți să revină la vechile lor conflicte. Când cometa atinge Pământul, toată lumea începe să lupte din nou. Francezii și spaniolii sunt învinși de arabi, iar Angelica este din nou răpită de frații ei. Hector aleargă după ei, dar cade iar în mare. Hector se trezește pe coastă, salvat de adjutantul său, care îi dezvăluie că toată aventura a fost tot un vis.

## Distribuție
- Magda Vášáryová ca Angelika

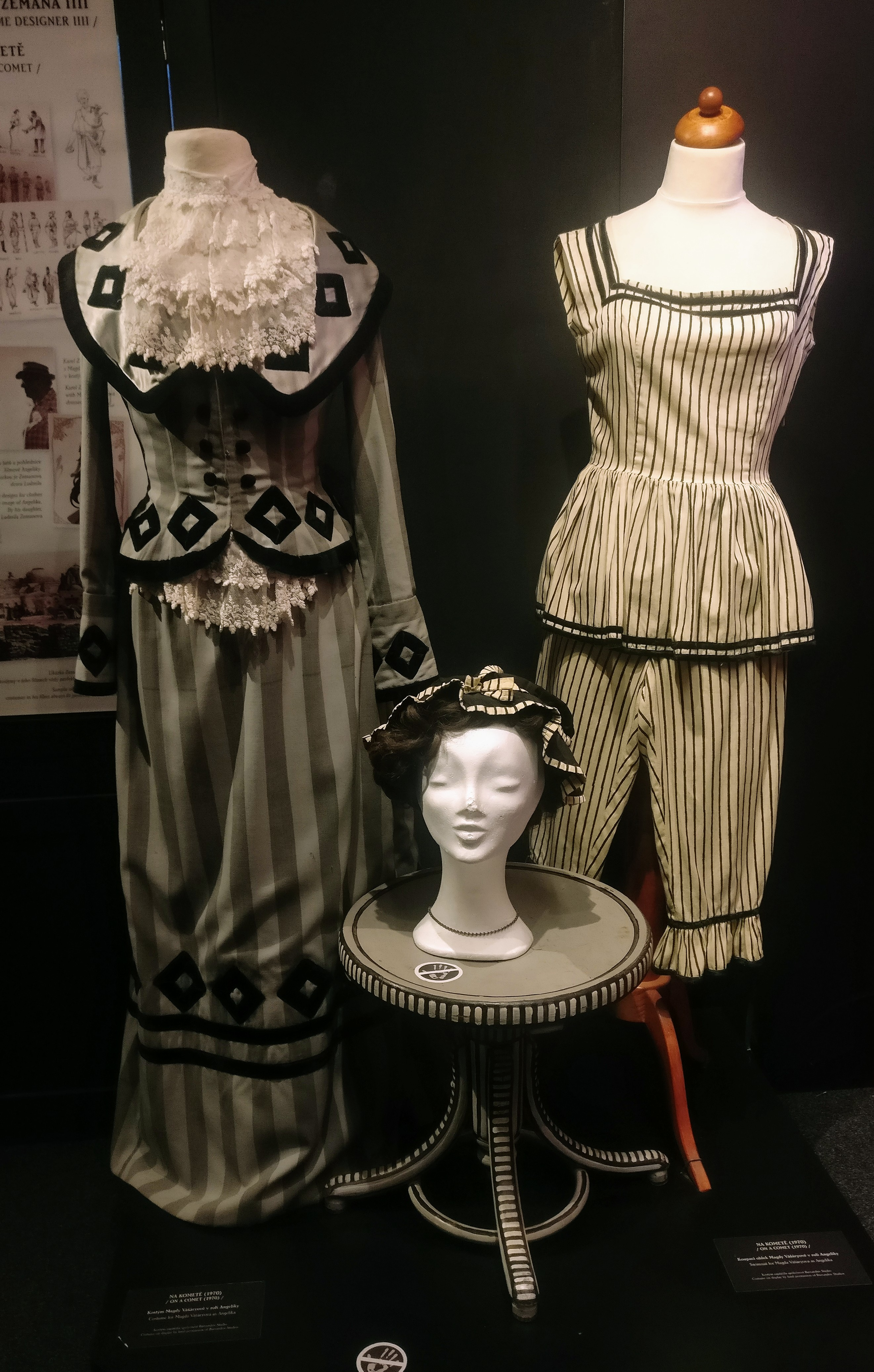
Costumele purtate de Magda Vášáryová

- Emil Horváth ca locotenent Servadac
- František Filipovský - Col. Picard
- Čestmír Řanda - consul spaniol
- Josef Větrovec ca șeic
- Jiřina Jirásková ca Ester
- Vladimír Menšík - Silberman
- Miloslav Holub ca Hikmet
- Karel Effa - Caporal Ben
- Josef Hlinomaz - căpitan Lacoste
- Jaroslav Mareš - Caporal Lafitte
- Eduard Kohout ca Murphy
- Zdena Bronislavská - dansatoare în tavernă
- Steva Maršálek ca Mahdi
- Karel Pavlík ca Oliphant
- Jaroslav Štercl ca marinar cu chei
- Jiří Lír ca Canonier Ali
- Miloš Nesvatba ca Husein
- Jan Bor ca Luigi
- Pavel Libovický ca Antonio
- Jaroslav Klouda ca Pepino